# Chó săn (phim truyền hình)
Chó săn (Bad Guys) (tiếng Hàn: 나쁜 녀석들; Romaja: Nappeun Nyeoseokdeul) là một bộ phim truyền hình Hàn Quốc năm 2014 với các diễn viên chính Kim Sang-joong, Park Hae-jin, Ma Dong-seok, Jo Dong-hyuk và Kang Ye-won. Phim chiếu trên kênh OCN từ ngày mùng 4 tháng 12, 2014 vào ngày thứ bảy hàng tuần lúc 22:00 gồm 11 giai đoạn.

## Nội dung
Thám tử Oh Gu-tak sẽ dùng bất kỳ cách nào cần thiết để bắt tội phạm. Gu-tak xuất hiện với kế hoạch để tạo một đội "kẻ xấu" phải giải quyết các vụ truy tìm tội phạm khác. Với sự gia tăng số tội phạm bạo lực trong những khu vực, ông đã cùng thanh tra cảnh sát Yoo Mi-young ký một thỏa thuận. Gu-tak giải phóng ba tù nhân và lập đội của hắn, bắt tội phạm đặc biệt để được giảm án. 
- Lee Jung-moon là thành viên trẻ nhất của Mensa với IQ 165, là một thiên tài môn toán học và triết học, nhưng lại là một tên tâm thần giết người hàng loạt.
- Pak Un-Cheol là kẻ cầm đầu một băng đảng muốn trở thành nhóm đứng đầu của bọn gangster trong 25 ngày, và ở trong tù hắn vẫn là thủ lĩnh.
- Jung Tae-soo đã từng là một kẻ giết người thuê chưa bao giờ phạm một sai lầm, nhưng đột nhiên một ngày hắn ra tự thú.

## Diễn viên
- Kim Sang-joong vai Oh Gu-tak
- Park Hae-jin vai Lee Jung-moon
- Ma Dong-seok vai Pak Un-Cheol
- Jo Dong-hyuk vai Jung Tae-soo
- Kang Ye-won vai Yoo Mi-young
- Kang Shin-il vai Nam Gu-hyeon
- Min Ji-ah vai Park Seon-jeong
- Hwang Seung-eon vai  Yang Yoo-jin
- Park Jung-hak vai Lee Doo-kwang
- Kim Tae-hoon vai Oh Jae-won
- Ki Se-hyung vai Kang Doo-man
- Kim Jae-seung vai Woo Hyun-woo
- Kim Sung-hoon vai Lee Seok-jin
- Son Se-bin vai Hyun-woo's fiancee
- Jeon Jin-seo vai Kim Young-joon
- Seo Hye-jin vai Shin So-jung
- Nam Sung-jin vai Kim Dong-ho
- Park Jung-woo vai Son Moon-ki
- Park Hyo-jun vai  Yoon Chul-joo
- Park Sung-taek vai  Kim Do-shik
- Nam Tae-boo vai  Korean-Chinese man
- Kim Byung-choon vai Serial killer obsessed with blood
- Lee Yong-nyeo vai  Hwang Kyung-soon
- Jang Seon-ho vai  Park Jong-seok

## Rating
| Tập        | Ngày       | Tên                  | Rating |
| ---------- | ---------- | -------------------- | ------ |
| 01         | 2014-10-04 | Crazy Dogs           | 1.25%  |
| 02         | 2014-10-11 | Outlaw               | 2.17%  |
| 03         | 2014-10-18 | Human Market         | 2.38%  |
| 04         | 2014-10-25 | Too Many Bad Guys    | 3.55%  |
| 05         | 2014-11-01 | Reason for Murder    | 3.78%  |
| 06         | 2014-11-08 | Desperate Chase      | 3.82%  |
| 07         | 2014-11-15 | In the Line of Fire  | 3.33%  |
| 08         | 2014-11-22 | Truth's Shadow       | 3.21%  |
| 09         | 2014-11-29 | Tropical Night       | 2.93%  |
| 10         | 2014-12-06 | The Knife Is Dancing | 3.31%  |
| 11         | 2014-12-13 | Back to the World    | 4.13%  |
| Trung bình | Trung bình | Trung bình           | 3.08%  |

## Giải thưởng và đề cử
| Năm  | Giải                      | Hạng mục                    | Recipient    | Kết quả |
| ---- | ------------------------- | --------------------------- | ------------ | ------- |
| 2015 | 51st Baeksang Arts Awards | Best Television Director    | Kim Jung-min |         |
| 2015 | 8th Korea Drama Awards    | Top Excellence Award, Actor | Park Hae-jin |         |
| 2015 | 8th Korea Drama Awards    | KDA Award                   | Park Hae-jin |         |